# Надсадин, Сергей Александрович
Сергей Александрович Надсадин (род. 20 января 1962 года, Южно‐Сахалинск, Сахалинская область, РСФСР, СССР) — российский политический деятель. Глава города Южно-Сахалинска с 14 сентября 2014 года. Секретарь Южно-Сахалинского местного отделения партии «Единая Россия» с 28 января 2022 года.

## Биография
Родился 20 января 1962 года в Южно-Сахалинске. Отец — Александр Сергеевич — почетный житель Сахалинской области. Приехал на остров Сахалин в 1960 году и работал геологом. В 1980-е годы фактически стал одним из руководителей Сахалина, отвечал за развитие промышленности и транспорта. Мать — Людмила Филипповна — работала техником-картографом в геологоразведочных организациях региона.
Закончил Киевский институт инженеров гражданской авиации.
В 1985 году начал трудовую деятельность в Сахалинском производственном объединении гражданской авиации. Работал инженером авиационно-технической базы.
В 1990-х стал одним из основателей предприятия «Крильон‐Сервис». «Крильон‐Сервис» стало важным поставщиком системных интеграторов на телекоммуникационном рынке Сахалинской области. Компания занялась обслуживанием шельфовых проектов «Сахалин-1» и «Сахалин-2».
В 2007 году покинул бизнес и приступил к государственной службе. Занял должность первого вице-мэра города Южно-Сахалинск.
1 февраля 2014 года назначен исполняющим обязанности главы города Южно-Сахалинск после того, как в отставку ушел Андрей Игоревич Лобкин.
14 сентября 2014 года, по результатам успешных выборов, избран мэром города Южно-Сахалинск на 5-летний срок.

## Инциденты
В ноябре 2020 года в телеграм-канале Совесть губернатора появилась информация о том, что Сергей Надсадин обладает незадекларированным имуществом. Мэр Южно-Сахалинска, по сообщению источника, оказался владельцем иностранной недвижимости. Это дом с 4 спальнями, патио, бассейном, гаражами, парковочными местами. Он находится на участке 7,448 квадратных фута. Стоимость дома оценивается в $ 775 032. Адрес дома 23958 Archwood St West Hills, CA 91307.

## Личная жизнь
Женат. Есть сын.

## Награды
- Медаль ордена «За заслуги перед Отечеством» II степени (11 февраля 2023 года) — за достигнутые трудовые успехи и многолетнюю добросовестную работу[8]